# Heinrich Wiegand (Reeder)

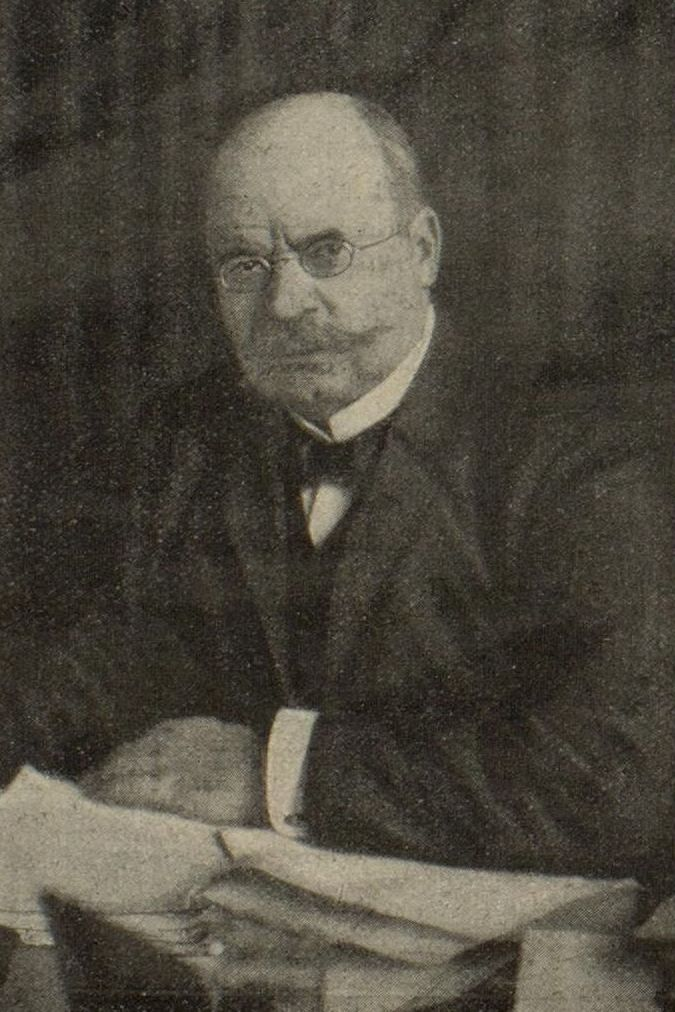
Heinrich Wiegand

Heinrich Wiegand (* 17. August 1855 in Bremen; † 29. März 1909 in Bad Homburg vor der Höhe) war ein deutscher Rechtsanwalt, Direktor und Generaldirektor des Norddeutschen Lloyds.

## Biografie
Wiegand war der Sohn eines Handelsgärtners. Er absolvierte zuerst die Bürgerschule und seit 1870 das Alte Gymnasium in Bremen. Er studierte bis 1879 Rechtswissenschaften an der Universität Erlangen, der Universität Bonn, der Humboldt-Universität zu Berlin und an der Universität Straßburg. Während seines Studiums wurde er im Winter-Semester 1874/75 Mitglied der Burschenschaft der Bubenreuther. Er promovierte um 1879 zum Dr. jur. in Göttingen. Er ließ sich dann als Rechtsanwalt in Bremen nieder. Früh war er als Anwalt für den Norddeutschen Lloyd (NDL) tätig und 1889 Konsulent für die Reederei. 1892 wurde er als Nachfolger von Johann Georg Lohmann und auf Initiative von Geo Heinrich Plate unerwartet Direktor des NDL, ab 1899 mit dem Titel Generaldirektor. Der NDL erlebte in seiner Zeit den großen Aufstieg zu einer der führenden Reedereien und war 1890 mit 66 Schiffen und 251.602 BRT die zweitgrößte Reederei der Welt.

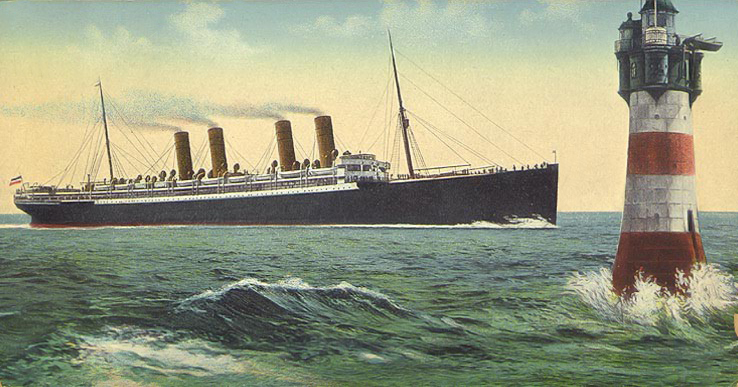
Die Kronprinz Wilhelm, einer der repräsentativsten und schnellsten Dampfer des Norddeutschen Lloyd (NDL) vor dem Ersten Weltkrieg am Leuchtturm Roter Sand in der Deutschen Bucht vor Bremen.

Um den schädlichen Konkurrenzkampf bei der Amerikafahrt zu begrenzen, wurde auf seine Anregung der Nordatlantische Dampferverband gegründet. Die ersten Doppelschraubendampfer wurden vom NDL in den Dienst gestellt, zuerst 1897 der Schnelldampfer Kaiser Wilhelm der Große, das damals schnellste und größte Passagierschiff. Der NDL erreichte einen Spitzenplatz unter den Nordatlantikreedereien. Es folgten weitere große Passagierdampfer der Kaiser-Klasse wie die Kronprinz Wilhelm, die Kaiser Wilhelm II. und die Kronprinzessin Cecilie.
1899 erwarb der NDL 25 Küstendampfer, die er im Pazifik einsetzte. Von 1900 bis 1903 wurde der Passagierdienst nach Ostasien im Verbund mit der Hamburg-Amerikanische Packetfahrt-Actien-Gesellschaft (HAPAG) durchgeführt.
1905 berief Wiegand den späteren Elektroautomobil-Pionier Sigmund Meyer (Ingenieur) nach Bremen. Im selben Jahr richtete der NDL eine Frachtlinie nach Australien ein. 1907 hatte der Lloyd 93 Seedampfer und 51 kleinere Schiffe sowie rund 15.000 Mitarbeiter. 1908 veranlasste Wiegand die Gründung der deutschen Südseephosphat-Actiengesellschaft. Er war eine der treibenden Kräfte bei der Industrialisierung im Unterweserraum. 1901/02 bewirkte er die Gründung der NDL-nahen Norddeutschen Maschinen- und Armaturfabrik (ab 1911: Atlas-Werke). Weiterhin wurden durch ihn 1908 die Norddeutsche Hütten AG, 1907 die Norddeutsche Waggonfabrik und die NAMAG (später Hansa-Lloyd und Lloyd Dynamowerke) in Hastedt und 1906 die Superphosphatfabrik (ab 1908 Metallwerke Unterweser AG) in Nordenham gegründet. In diesen und weiteren Firmen war er im Aufsichtsrat vertreten.
Wiegand stand in vorsichtiger Distanz zu der Flottenpolitik von Großadmiral Alfred von Tirpitz, um die guten maritimen Beziehungen zu Großbritannien und den USA nicht zu stören.
Er war 1903 Mitgründer des Verkehrsvereins der Freien Hansestadt Bremen. 1904 wurde von ihm der Galerieverein gegründet, der die Anschaffung moderne Kunst für den Kunstverein in Bremen fördern sollte. Wiegand gilt auch als Anreger für Baedekers ersten Indien-Band, dessen Erscheinen 1914 der Norddeutsche Lloyd auch förderte.

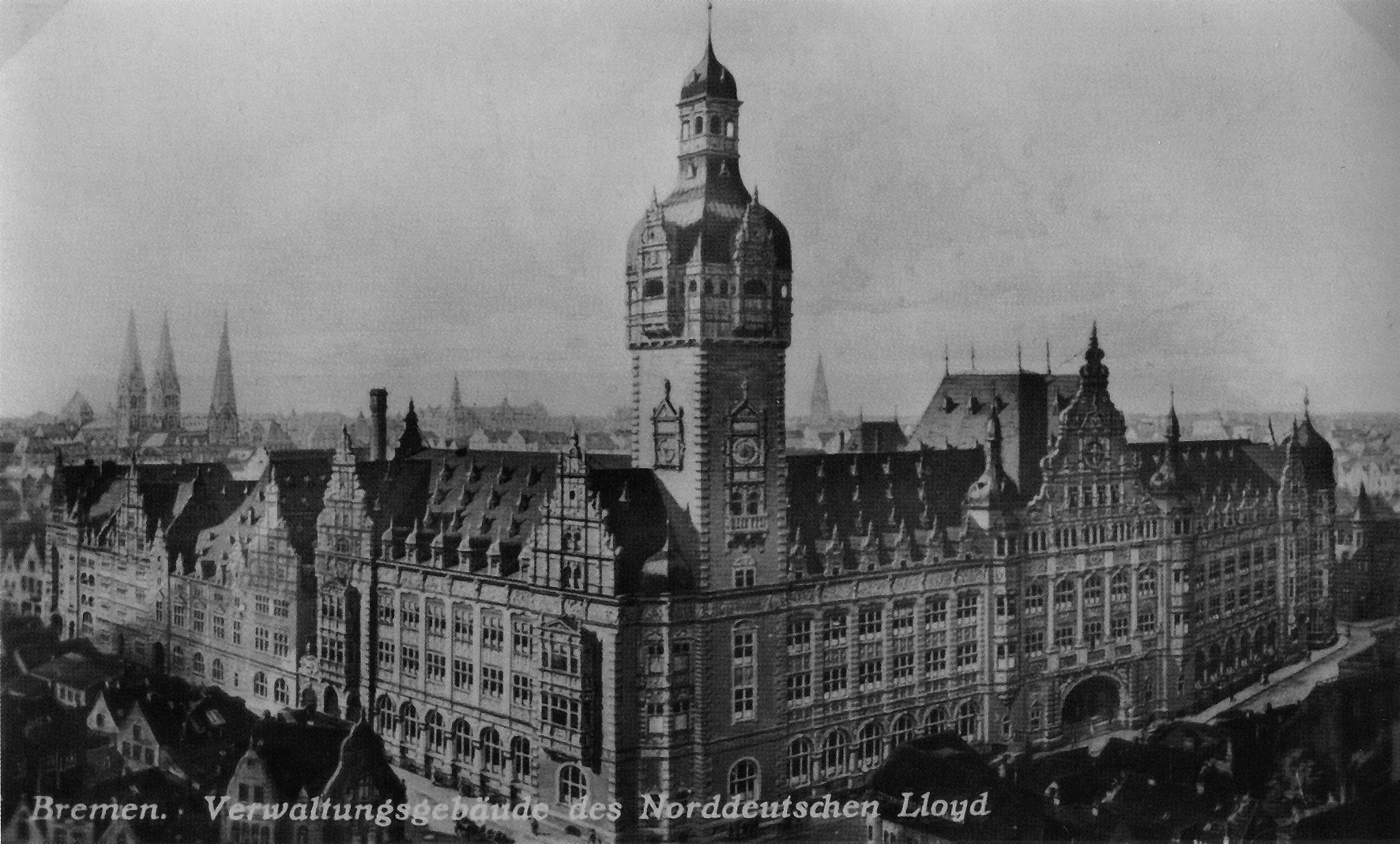
Das 1910 eingeweihte Lloydgebäude

Durch die Expansion der Reederei wurden erhebliche finanzielle Mittel als Kredite in Anspruch genommen. Bei einer internationalen Konjunkturkrise hatte der NDL ab 1907 mit erheblichen finanziellen Schwierigkeiten zu kämpfen. Trotz finanzieller Nöte veranlasste Wiegand 1907 den Bau eines repräsentativen Verwaltungsgebäudes in Bremen nach den Plänen von Johann Georg Poppe. 1909, als Wiegand starb, steckte der NDL noch in seiner Finanzkrise. Sein Nachfolger war Dr. Philipp Heineken.
Wiegand war Gründer des Nautischen Vereins, und er unterstützte das Handelsmuseum, den Bürgerpark sowie den Fremdenverkehrsverein.
Zusammen mit dem Bremer Senator Karl Stadtländer und Bernhard von Bülow, damals Staatssekretär des Auswärtigen der Reichsregierung, war Wiegand bei der Hunnenrede von Kaiser Wilhelm II. am 27. Juli 1900 in Bremerhaven anwesend und berichtete darüber in seinen Lebenserinnerungen.
Ehrungen
- Die Heinrich-Wiegand-Straße in Bremen, GVZ/Neustädter Häfen, wurde 2000 nach ihm benannt.
- 1984 entstand die Elisabeth-Wiegand-Stiftung als Witwen- und Waisenpensionskasse, benannt nach seiner Frau.